# Trichomalopsis deplanata
Trichomalopsis deplanata is een vliesvleugelig insect uit de familie Pteromalidae. De wetenschappelijke naam is voor het eerst geldig gepubliceerd in 1982 door Kamijo & Grissell.